# Filipa Perestrello de Moniz
Filipa Perestrello da Moniz (ur. ok. 1455, zm. 1484) – żona Krzysztofa Kolumba, Portugalka.
Filipa Perestrello da Moniz była córką Isabel Moniz i Bartlome'a Perestreo pochodzącego z włoskiej rodziny z Piacenzy, gubernatora wyspy Porto Santo koło Madera oraz wnuczką żeglarza Gila Moniza, będącego w służbie Henryka Żeglarza. Została wychowana w klasztorze w Lizbonie. Za Krzysztofa Kolumba wyszła w roku 1479. Początkowo mieszkali u matki Kolumba a następnie w Porto Santo i Maderze. W 1481 roku urodziła syna Diego Colona. Zmarła w 1484 roku. 
Małżeństwo Kolumba z Fillipą pozwoliło mu wejść w środowisko portugalskiej szlachty a w konsekwencji dało możliwość korzystania z portugalskich map niedostępnych dla cudzoziemców oraz dowodzenie portugalskim statkom.